# 朱侠夫
朱侠夫（1911年—1977年），原名朱维昌，又名朱维耀、朱维业、朱维敏，男，陕西榆林人，男，中华人民共和国政治人物，曾任青海省政协副主席。